# 다폰트
다폰트(dafont)는 글꼴을 내려 받을 수 있는 웹사이트다. 다폰트에서 받을 수 있는 글꼴은 기본적으로 다운로드 하는 것은 무료이지만, 상업적으로도 사용 가능한 글꼴, 